# Ziros
Ziros (in greco Ζηρός?) è un comune della Grecia situato nella periferia dell'Epiro (unità periferica di Prevesa) con 15 410 abitanti secondo i dati del censimento 2001.
È stato istituito a seguito della riforma amministrativa detta Programma Callicrate in vigore dal gennaio 2011 che ha abolito le prefetture e accorpato numerosi comuni.